# Обское (Алтайский край)
Обское — село в Каменском районе Алтайского края России. Входит в состав Гоноховского сельсовета.

## География
Село находится в северной части Алтайского края, на берегу одноимённого озера, к югу от реки Оби, на расстоянии примерно 23 километров (по прямой) к юго-востоку от города Камень-на-Оби, административного центра района. Абсолютная высота — 115 метров над уровнем моря. В окрестностях села находятся озёра: Лебединое 1-е, Уханово и Божье.
Климат континентальный, средняя температура января составляет −19,7 °C, июля — 18,9 °C. Годовое количество атмосферных осадков — 360 мм.

## История
Основано в 1730 году. В 1928 году село Сопляково состояло из 336 хозяйства, основное население — русские. Центр Сопляковского сельсовета Каменского района Каменского округа Сибирского края.

## Население
| 1926 | 1997 | 1998 | 1999 | 2000 | 2001 | 2002 |
| ---- | ---- | ---- | ---- | ---- | ---- | ---- |
| 1465 | ↘435 | ↘423 | ↘413 | ↗417 | ↘412 | ↗427 |
| 2003 | 2004 | 2005 | 2006 | 2007 | 2008 | 2009 |
| ↘426 | ↘424 | ↘411 | ↗427 | ↘393 | →393 | ↘348 |
| 2010 | 2011 | 2012 | 2013 |      |      |      |
| ↘313 | ↗316 | ↘307 | ↘296 |      |      |      |

Согласно результатам переписи 2002 года, в национальной структуре населения русские составляли 95 %.

## Инфраструктура
В селе функционируют фельдшерско-акушерский пункт, дом досуга, библиотека и отделение Почты России.

## Улицы
Уличная сеть села состоит из 6 улиц и 2 переулков.